# Le Nombre
 (mars 2020).
Si vous disposez d'ouvrages ou d'articles de référence ou si vous connaissez des sites web de qualité traitant du thème abordé ici, merci de compléter l'article en donnant les références utiles à sa vérifiabilité et en les liant à la section « Notes et références ».
Le Nombre est un groupe rock francophone formé à Montréal, Québec, Canada en 2002. Les membres de la formation sont originaires de Québec et de Montréal. Deux des membres du groupe, Dynamite Roy et Gourmet Délice, étaient membres de la mythique formation punk de Québec, Les Secrétaires Volantes.
Composé de musiciens expérimentés, Le Nombre attire les éloges dès le départ, par la qualité de leur premier album éponyme, mais surtout pour leurs impressionnantes présences scéniques, en particulier celle du leader, Ludwig Wax.
Invités par la radio WFMU de New York à la fin 2002, ils deviendront le premier groupe francophone à placer un album en tête du top 30 de cette station américaine, en janvier 2003.
En 2004, les critiques sont encore plus élogieuses pour le second album, enregistré à Toronto et produit par une légende du rock indépendant canadien, Ian Blurton.
Mise à part une mini-tournée dans le nord des États-Unis au printemps, une apparition aux Francofolies de Montréal quelques semaines plus tard, et la première partie des New York Dolls au Festival d'été de Québec, le groupe s'est mis en hiatus en 2005. En effet, Ludwig Wax, employé par une ONG en Afrique, a choisi de quitter le pays pendant plusieurs mois. Entre-temps, le bassiste Gourmet Délice se produit sur scène dans le groupe de Sunny Duval.
Le Nombre se réunit cependant au début 2006, avec quelques changements de personnel : Pat Sayers de Tricky Woo tient la batterie, et le nouveau guitariste est Jean Bélanger de Bionic. Le groupe s'est produit en France, où le second album, Scénario catastrophe est lancé.

## Membres
- Ludwig Wax (chant)
- Gourmet Délice (basse)
- Jean-Philippe Dynamite Roy (guitare)
- Nicotine (guitare)
- Jean Danger (batterie)

## Discographie
- Le Nombre (Blow The Fuse, 2002).
- Scénario catastrophe (Blow The Fuse, 2004).
- EP (Blow The Fuse, 2007).
- Vile et fantastique (Blow The Fuse, 2009).

## Distinctions
- 2003: Meilleur album francophone, Canadian Independant Music Awards.
- 2004: Prix «Bêtes de scènes», gala des MIMI.